# Nowa Sól
Nowa Sól (niem. Neusalz an der Oder) – miasto w Polsce, będące jednocześnie gminą miejską i siedzibą gminy wiejskiej Nowa Sól, zlokalizowane w zachodniej Polsce, w województwie lubuskim, na Wale Trzebnickim, nad Odrą; siedziba powiatu nowosolskiego; wraz z Zieloną Górą i Sulechowem tworzy Lubuskie Trójmiasto.
Według danych z 9 października 2024 r. Nowa Sól liczyła 36 040 mieszkańców. Jest trzecim pod tym względem miastem w woj. lubuskim – większymi ośrodkami są Zielona Góra i Gorzów Wielkopolski.
W mieście wytyczono podstrefę Kostrzyńsko-Słubickiej Specjalnej Strefy Ekonomicznej. Nowa Sól jest członkiem Związku Miast Polskich.

## Położenie
Nowa Sól jest położona w południowej części województwa lubuskiego, na lewym brzegu Odry na obszarze zachodniej części Wzgórz Dalkowskich (Pradoliny Barucko-Głogowskiej). Historycznie leży na skraju Dolnego Śląska.
Według danych z 1 stycznia 2010 powierzchnia miasta wynosiła 21,80 km². Miasto stanowi 2,8% powierzchni powiatu.
Według danych z roku 2002 Nowa Sól ma obszar 21,56 km², w tym: użytki rolne 40%, użytki leśne 13%.
W latach 1975–1998 miasto administracyjnie należało do województwa zielonogórskiego, podobnie jak przy poprzednim podziale administracyjnym, przed rokiem 1975.

## Nazwa
W księdze łacińskiej Liber fundationis episcopatus Vratislaviensis (pol. Księga uposażeń biskupstwa wrocławskiego) spisanej za czasów biskupa Henryka z Wierzbna w latach 1295–1305 jako osobne wsie wymienione są Stare Żabno w formie Sczhabna antiqua oraz Nowe Żabno w formie Sczhabna nova. Pierwsza z nich została wchłonięta przez miasto i obecnie jest jego dzielnicą, a druga do chwili obecnej jest wsią.
Miasto Nowa Sól powstało w wyniku połączenia starszych wsi oraz osiedli jakie nastąpiło w procesach urbanizacyjnych. Miasto Nowa Sól po raz pierwszy wzmiankowane jest około 1585 roku jako (niem.) Neusalzburg, później nazwa została skrócona do Neusalz.
Obecna nazwa została administracyjnie zatwierdzona 7 maja 1946

## Historia

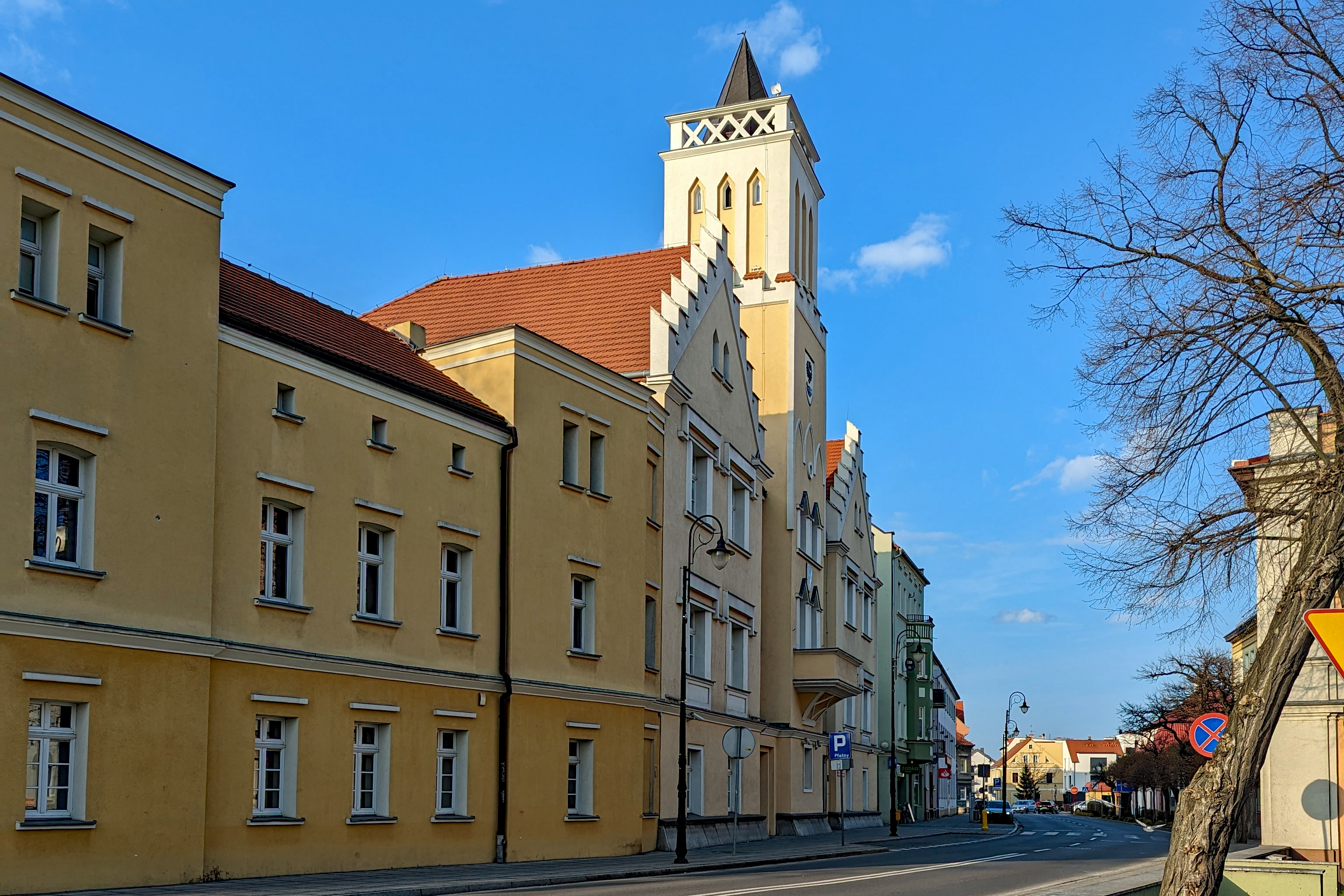
Budynek starego ratusza dawny budynek cesarskiego urzędu solnego (XVI w.)

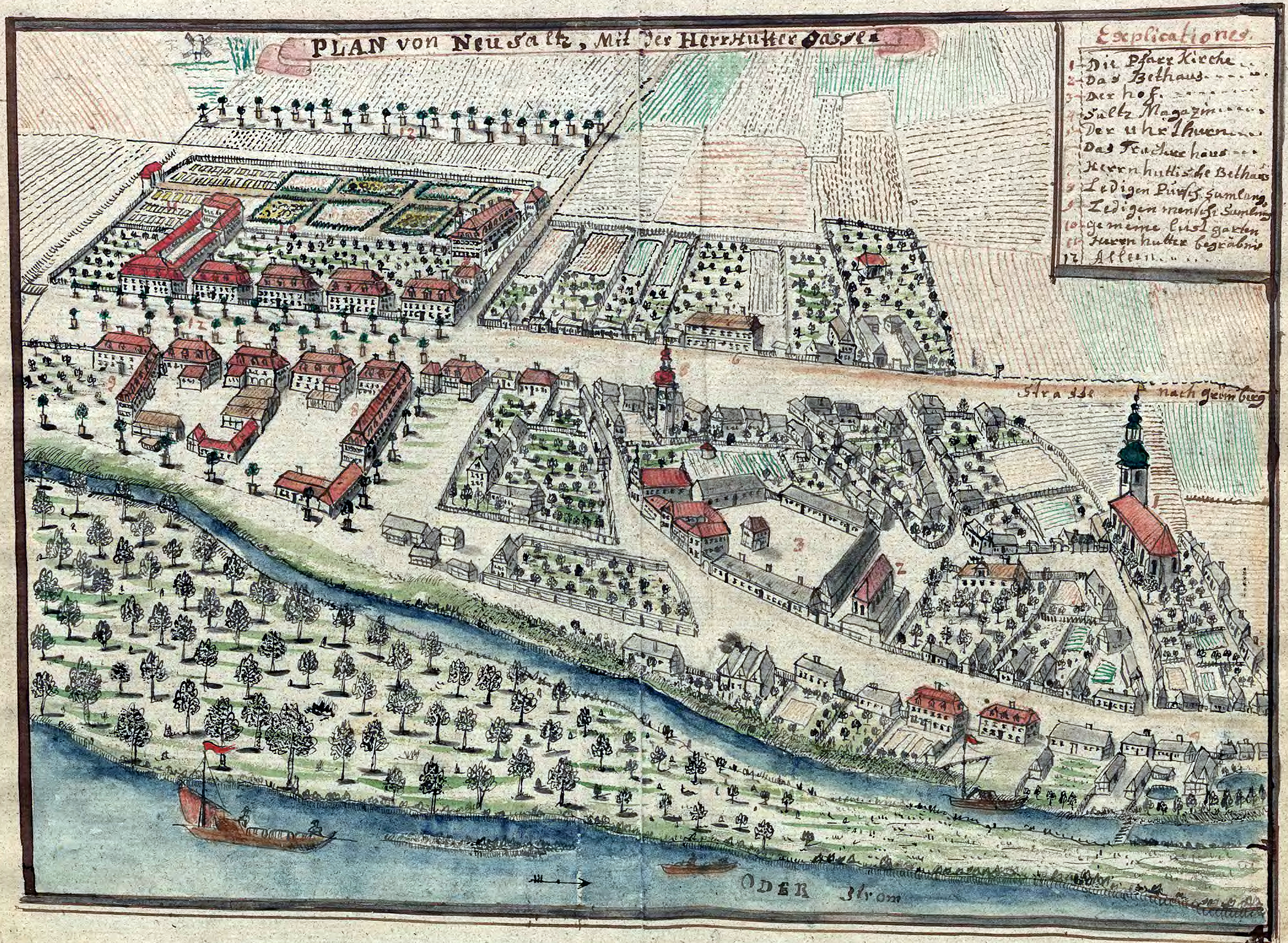
Nowa Sól, 2 poł. XVIII w.

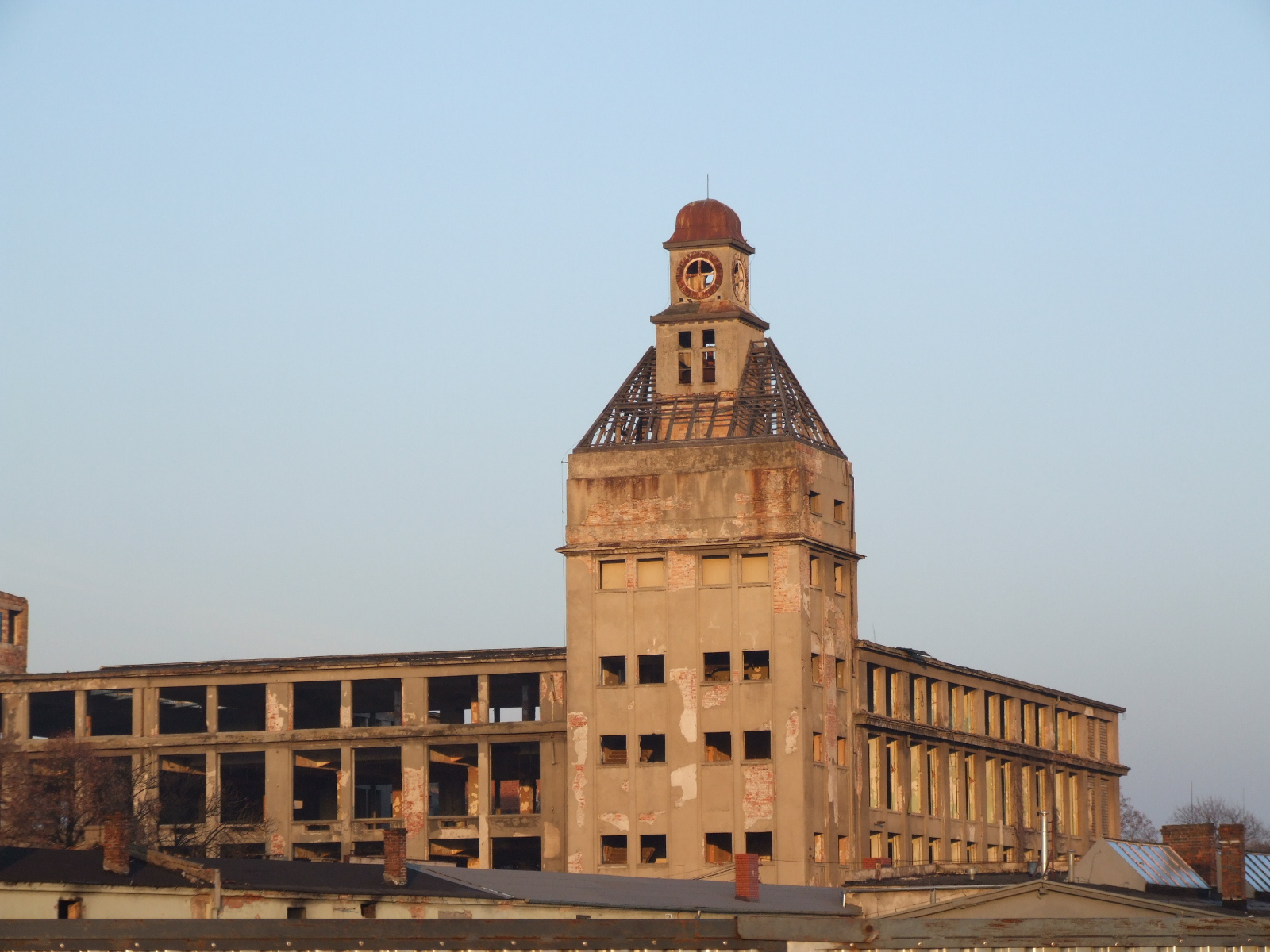
Dawna fabryka nici założona przez J.D. Gruschwitza w 1818 roku

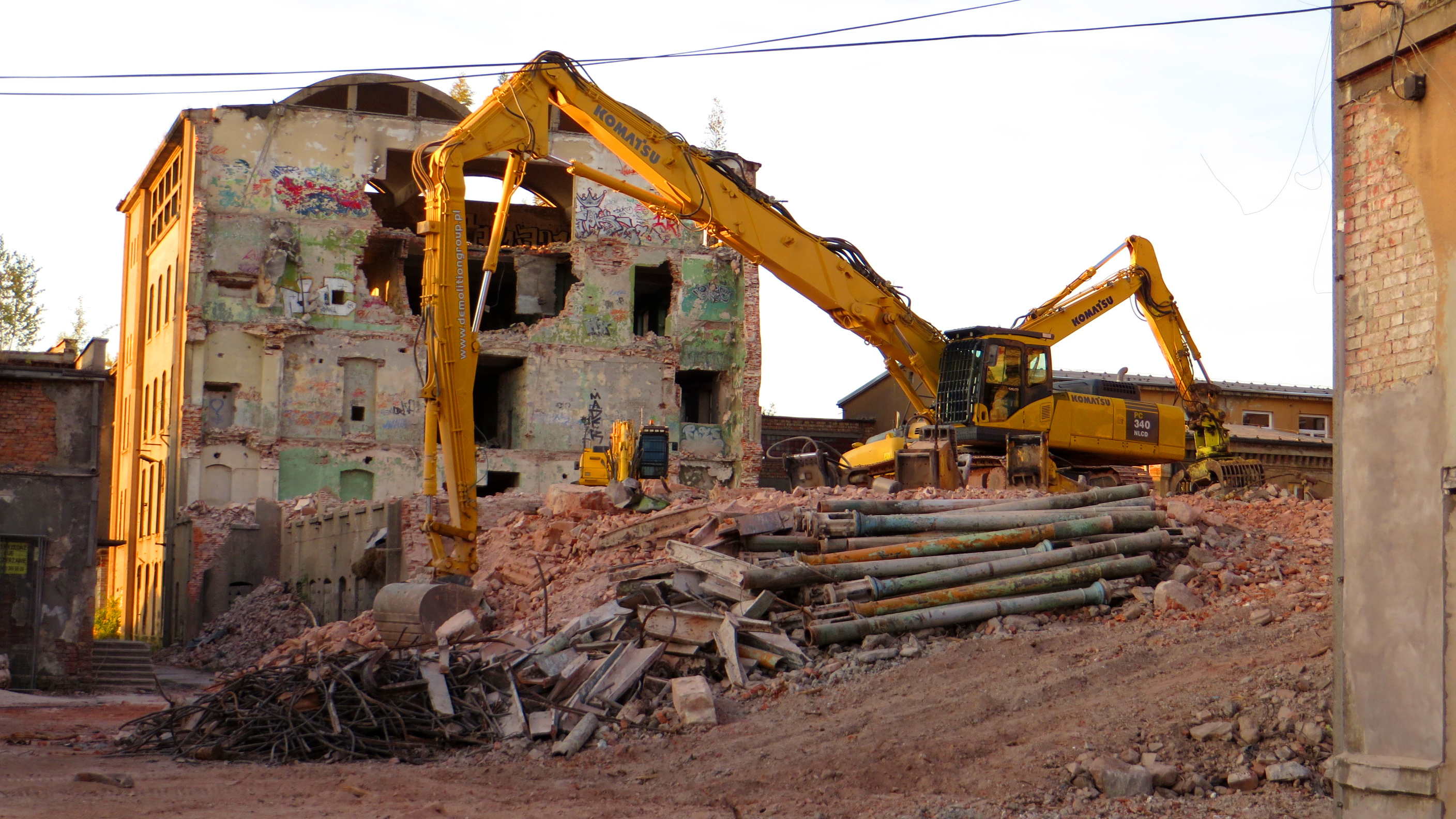
Wyburzanie fabryki nici w 2016 roku.

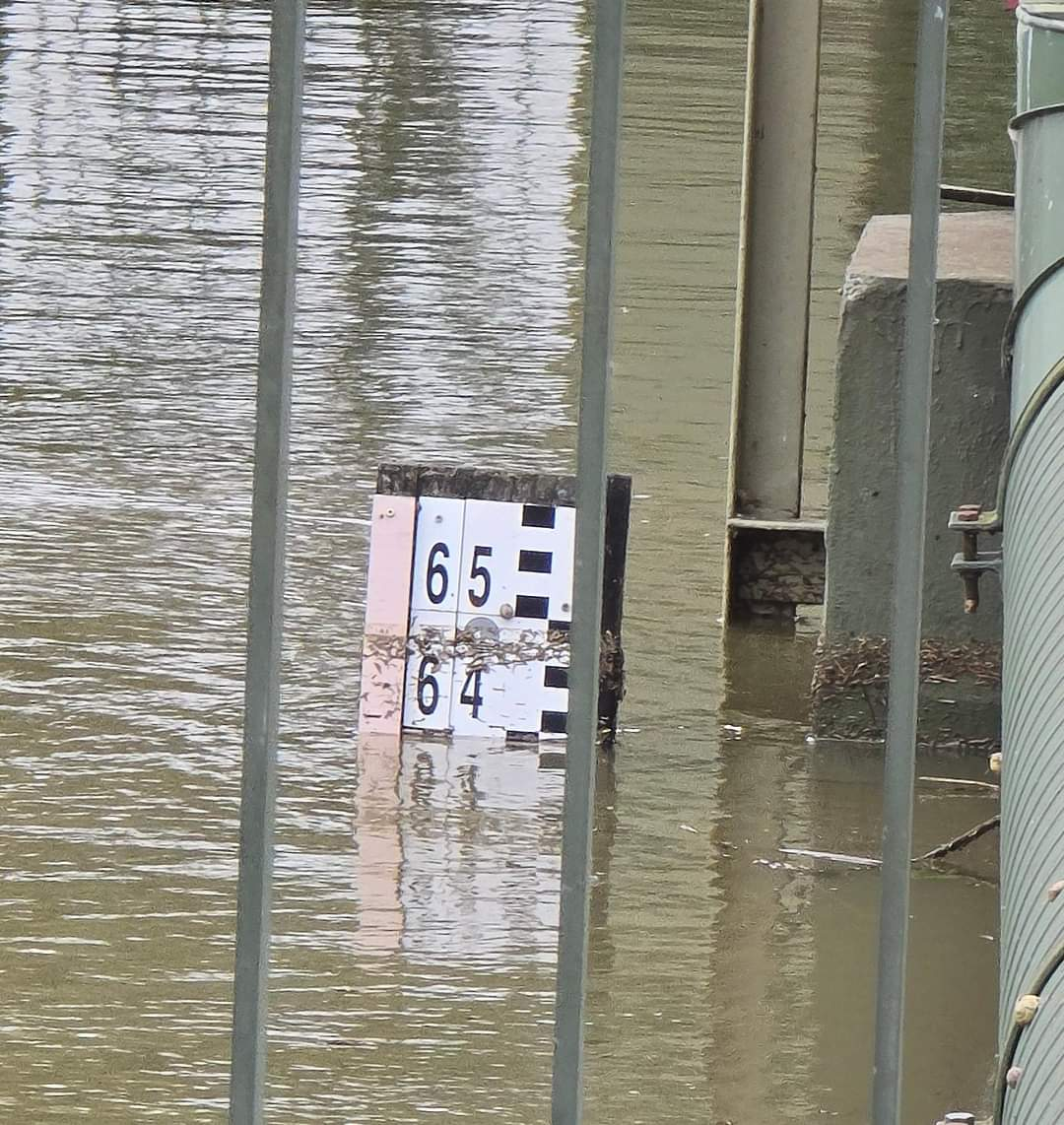
Miernik portowy wskazujący poziom wody 6,4 m

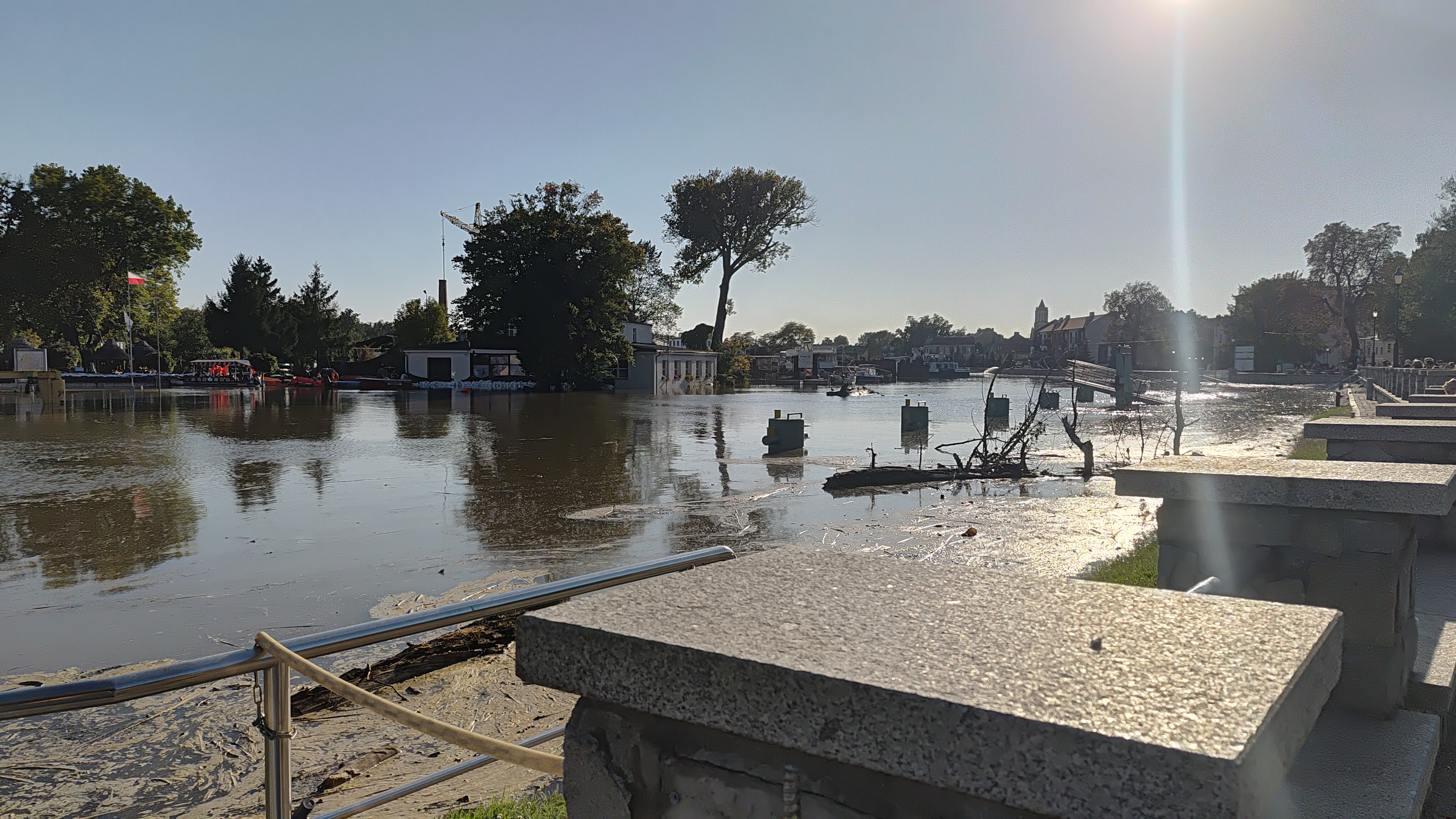
Zalane tereny na południe od basenu portowego, pod koniec września 2024 roku

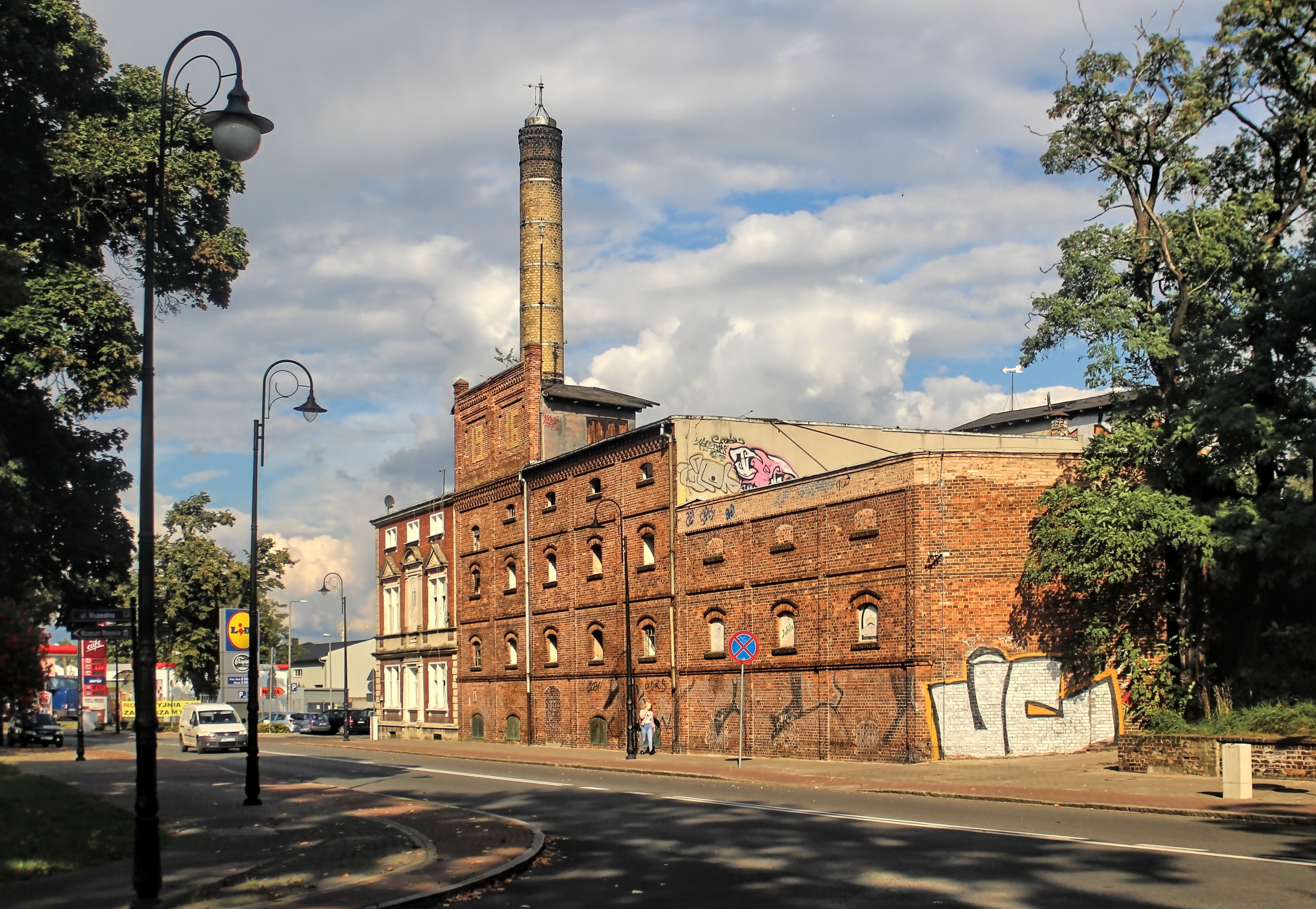
Nowosolski Browar

Osada powstała w XVI wieku. Z powodu groźnych wylewów rzeki kilka razy zmieniała swoją lokalizację. Od samego początku tradycja miasta związana była z przemysłem oczyszczania soli. W 1553 roku powstała duża warzelnia oparta na importowanej soli dostarczanej tu drogą wodną.
„Okres solny” skończył się jednak dla miasta zaraz po wojnie trzydziestoletniej, kiedy to warzelnia została zamknięta, na co bezpośredni wpływ miało zamknięcie przez Szwedów portu szczecińskiego w 1710 roku. Prawa miejskie Nowa Sól otrzymała w roku 1743. W 1774 roku powstała manufaktura lniarska założona przez braci czeskich.
Po okresie stagnacji, od XIX wieku, Nowa Sól znów stała się miejscem, gdzie dynamicznie rozwijał się przemysł, powstały fabryki nici Johanna Gruschwitza (1776–1848) i kleju. Okres rozwoju dotyczył także przemysłu ciężkiego – w mieście powstała nową hutę żelaza. U progu XX wieku uruchomiono tu także dużą stocznię rzeczną oraz port przeładunkowy.
Od 1815 roku miasto leżało w granicach rejencji legnickiej w pruskiej prowincji Śląsk. Od 1871 roku stanowiło część Cesarstwa Niemieckiego. W czasie II wojny światowej Niemcy wykorzystali miasto jako dogodny punkt przy tworzeniu kilku obozów pracy przymusowej, w tym filii jednego z najbardziej znanych, który zapisał się niechlubnie na kartach historii – Gross-Rosen.

### Od 1945
Armia Czerwona (oddziały 3 armii gwardii I Frontu Ukraińskiego) wkroczyła do Nowej Soli 14 lutego 1945. W wyniku rozpętanej i przegranej przez Niemców II wojny światowej miasto przyłączono do Polski, zaś jego niemiecką ludność wysiedlono w nowe granice Niemiec. Jeszcze długo po zakończeniu wojny Nowa Sól, jak i wiele innych ośrodków polskich, znajdowała się w strefie wpływów radzieckich ze względu na obecność Komendantury Wojskowej. Praktycznie do końca okresu stacjonowania Armii Radzieckiej w mieście znajdował się duży szpital wojskowy wraz z zapleczem logistycznym i kwaterami dla kadry na osiedlu domków jednorodzinnych.
Po wojnie Nowa Sól znana była z produkcji włókienniczej z Nadodrzańskich Zakładów Przemysłu Lniarskiego „Odra”, posiadających halę nici syntetycznych wyposażoną w maszyny produkcji japońskiej (zakład zlikwidowano w 2002), Dolnośląskich Zakładów Metalurgicznych „Dozamet”, produkujących między innymi tubingi do budowy metra i na potrzeby kopalni węgla (zakład zlikwidowano w 1998), Zakładów Jajczarskich (produkcja jajek w proszku m.in. na eksport do niemieckich fabryk lodów) i „Kartoniarni” (fabryki opakowań). Miejski browar z 1916 roku produkował kilka gatunków piwa (zakład działał do 1997 roku).
W oparciu o zakłady pracy, korzystając z dogodnego położenia, w 1963 roku Roman Bojko i Zygfryd Chreptowicz założyli sekcję kajakową w Nowej Soli, przemianowaną na klub kajakowy „Polonia”, a następnie „Dozamet”. Odniosła ona sukcesy na skalę zarówno kraju, jak i olimpijskie (tacy zawodnicy jak Grzegorz Krawców, siostry Elżbieta Bareja i Bareja, Józef Soliński, Ludwik Ochodek, rodzeństwo Klameckich i inni). Ponadto w mieście od około 1960 roku jest hala sportowa, pierwotnie wykorzystywana do pokazowych walk bokserskich, następnie do gier zespołowych.
W latach siedemdziesiątych zaczął działać w mieście teatr alternatywny Terminus A Quo, które funkcjonuje do dziś.
Między rokiem 1992 a 2024 miasto wydawało Tygodnik Krąg, który był bezpłatną gazetą samorządową.
Od 2009 roku organizowany jest Solanin Film Festival, podczas którego odbywają się projekcje m.in. filmów niezależnych, jak i spotkania z osobami związanymi z przemysłem filmowym. Obecnie większość wydarzeń związanych z festiwalem odbywa się w Nowosolskim Domu Kultury.
W 2015 roku wyburzono pomnik upamiętniający radzieckich żołnierzy poległych podczas II wojny światowej (odsłonięty w 1967 roku). Decyzja ta, spotkała się z dużym sprzeciwem ze strony Rosji. Rosyjski resort dyplomacji nazwał takie działanie „krokiem otwarcie nieprzyjaznym”.
We wrześniu 2016 roku ruszyła rozbiórka części budynków wchodzących w skład ruin fabryki nici – przędzalni lnu i przędzalni bawełny. Był to pierwszy krok do rewitalizacji pofabrycznego terenu. Trzy lata później rozebrano wieżę ciśnień, która w pierwszej wersji miała zostać wyremontowana. W lutym 2020 roku rozpoczęła się wspomniana rewitalizacja. Prace rozpoczęto od odbudowy wieży.
29 maja 2021 otwarty został basen miejski przy ul. Zjednoczenia. Basen został nazwany Pływalnią Krytą Solan (PKS), co nawiązuje do mieszczącego się dawniej w tym miejscu postoju autobusów.
Pod koniec września 2024 roku miasto doświadczyło podtopienia - dnia 22 września 2024 roku w godzinach popołudniowych miernik portowy wskazywał poziom wody na poziomie 6,4 m (historyczne maksimum - 6,7 m; norma - ok. 1,8 m).
W październiku 2024 roku otwarto wyremontowany, zabytkowy Magazyn Solny, znajdujący się na Placu Solnym. Budynek służy jako ośrodek społeczno-kulturalny miasta.

## Prezydenci miasta
Na mocy przepisów ustawy z dnia 28 maja 1975 r. o dwustopniowym podziale administracyjnym Państwa oraz o zmianie ustawy o radach narodowych (Dz.U. z 1975 r. nr 16, poz. 91), następnie art. 125 pkt 3 Ustawy z dnia 20 lipca 1983 r. o systemie rad narodowych i samorządu terytorialnego (Dz.U. z 1983 r. nr 41, poz. 185) organem administracji państwowej, a od 1990 samorządu terytorialnego jest w Nowej Soli prezydent miasta.
Po 1990 roku urząd prezydenta miasta pełnili:
- Krzysztof Gonet, 1990–1998[23]
- Tadeusz Gabryelczyk, 1998–2002
- Wadim Tyszkiewicz, 2002–2019[24][25][26][27]
- Maciej Jankowski, 2019–2020[28]
- Jacek Milewski, 2020–2024[29] (wiceprezydent 2003–2019)
- Beata Kulczycka, od 2024[30]

## Zabytki

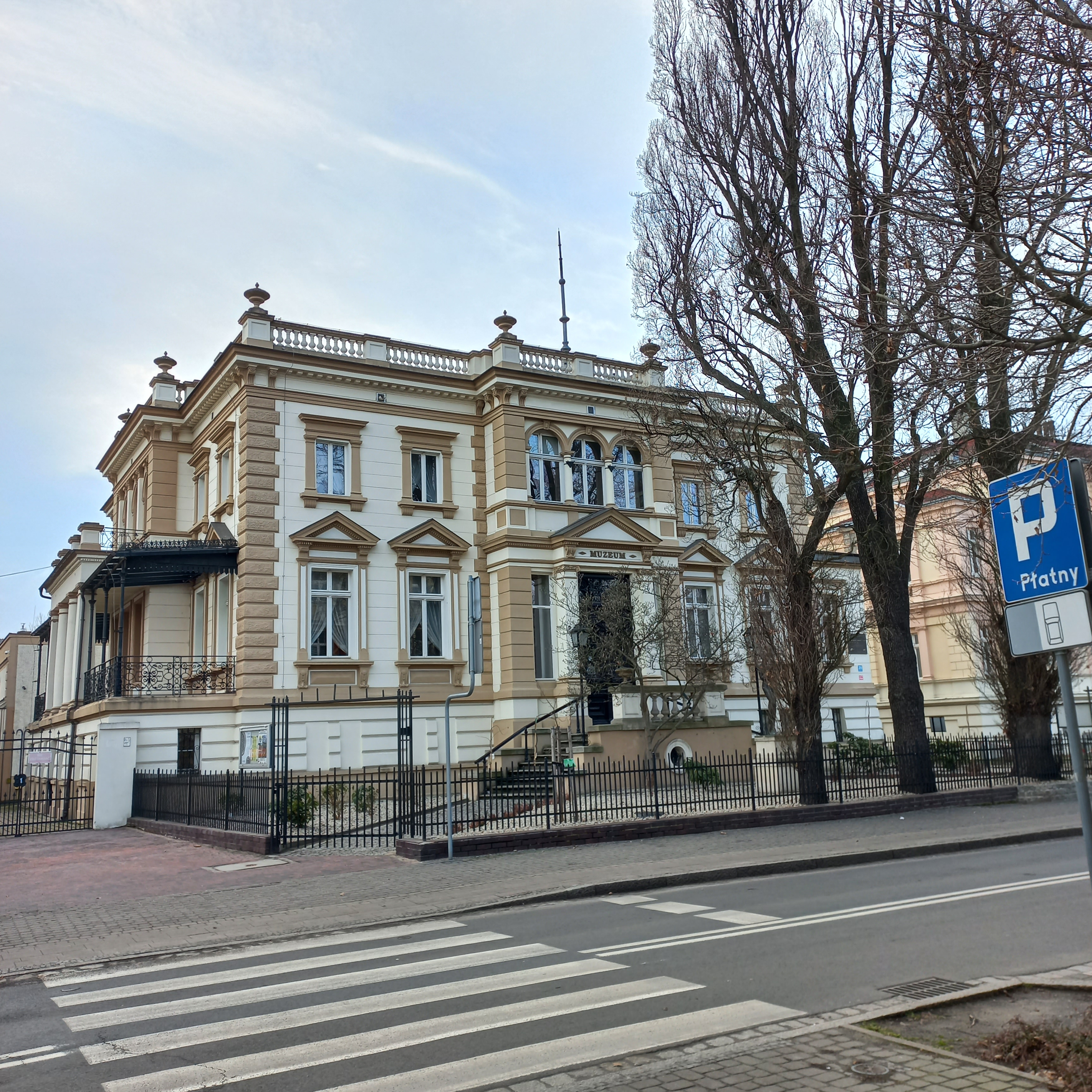
Muzeum Miejskie w Nowej Soli (2025)

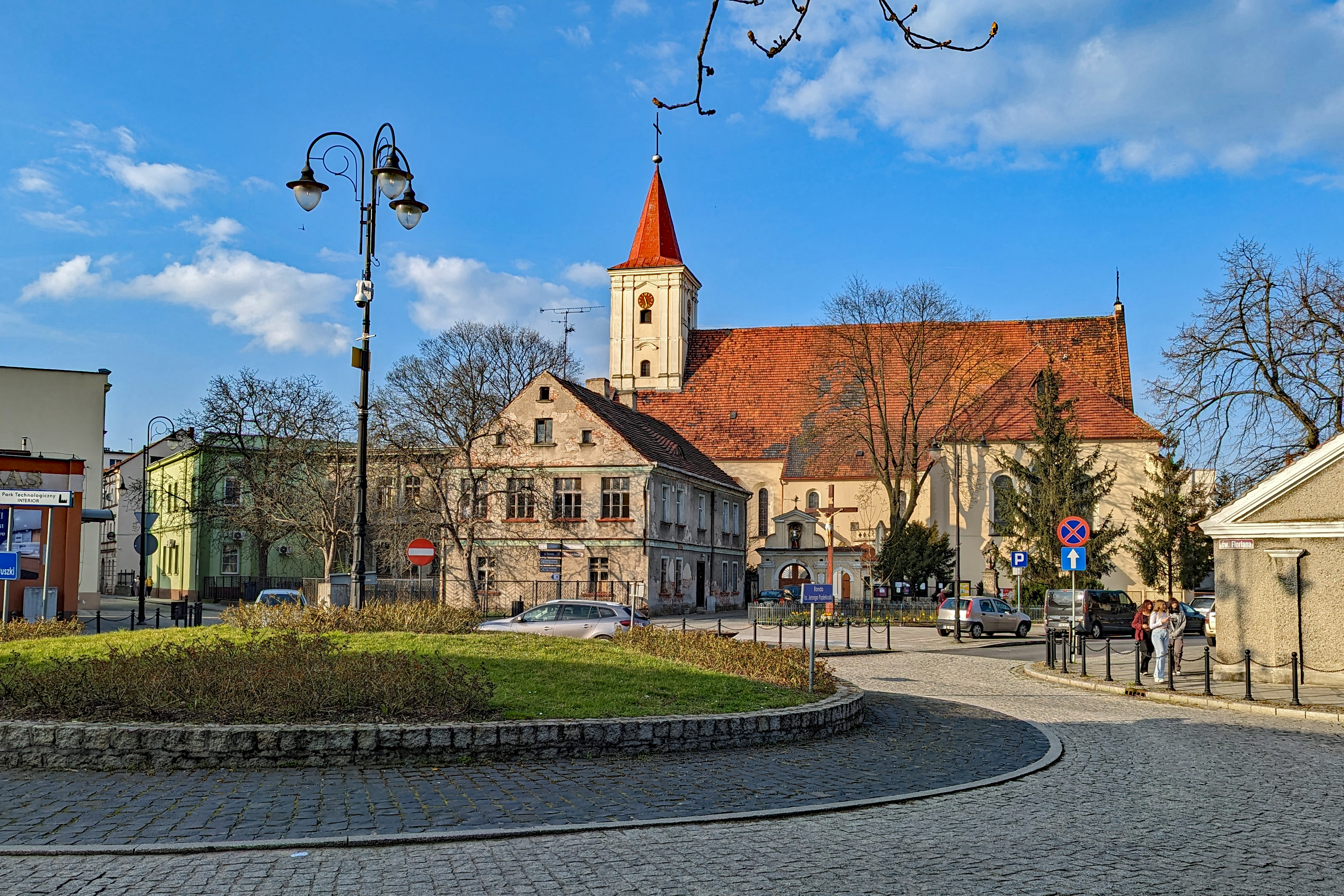
Kościół pw św. Michała Archanioła z 1596 roku (dawny ewangelicki)

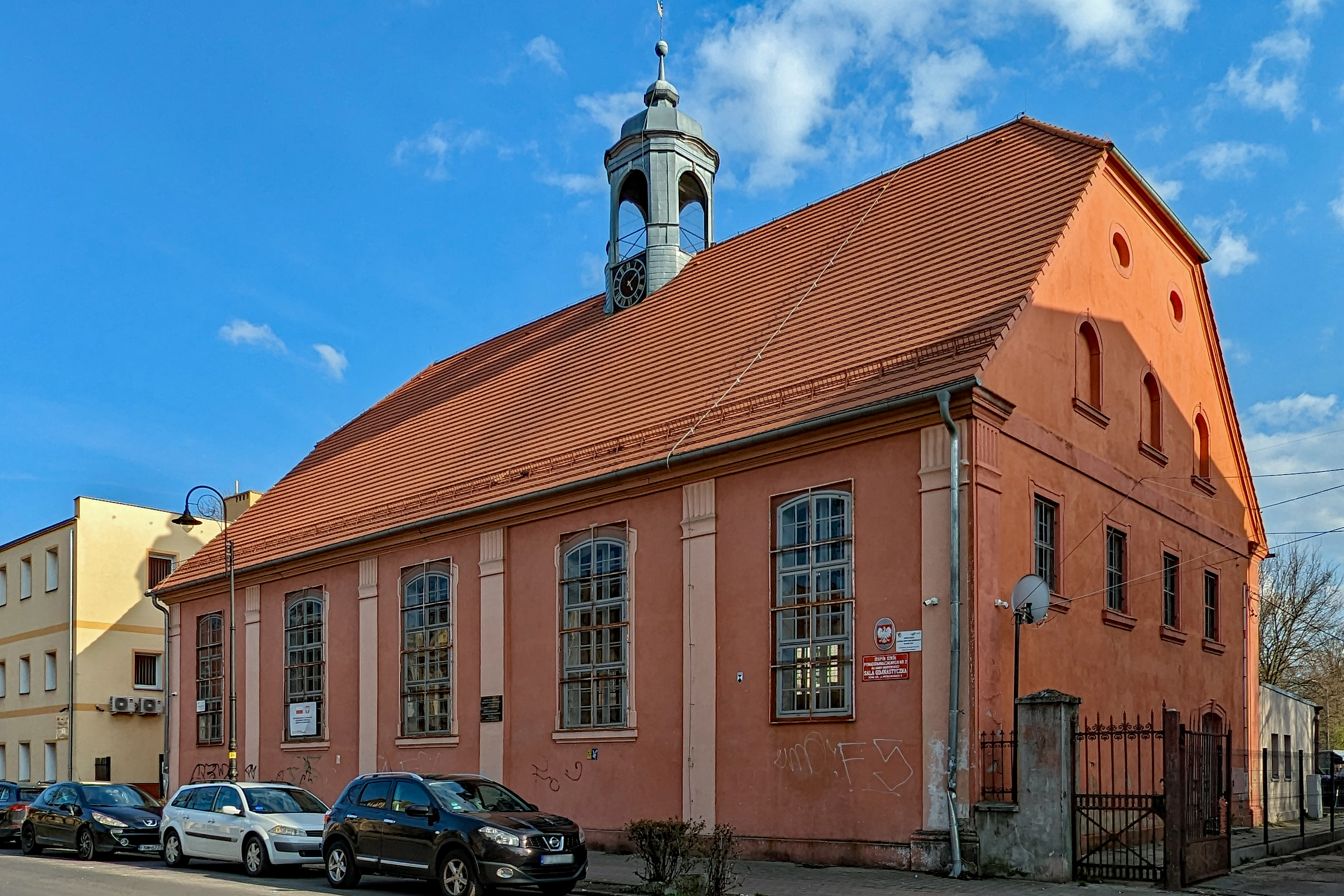
Świątynia braci morawskich z 1747 roku, obecnie szkoła

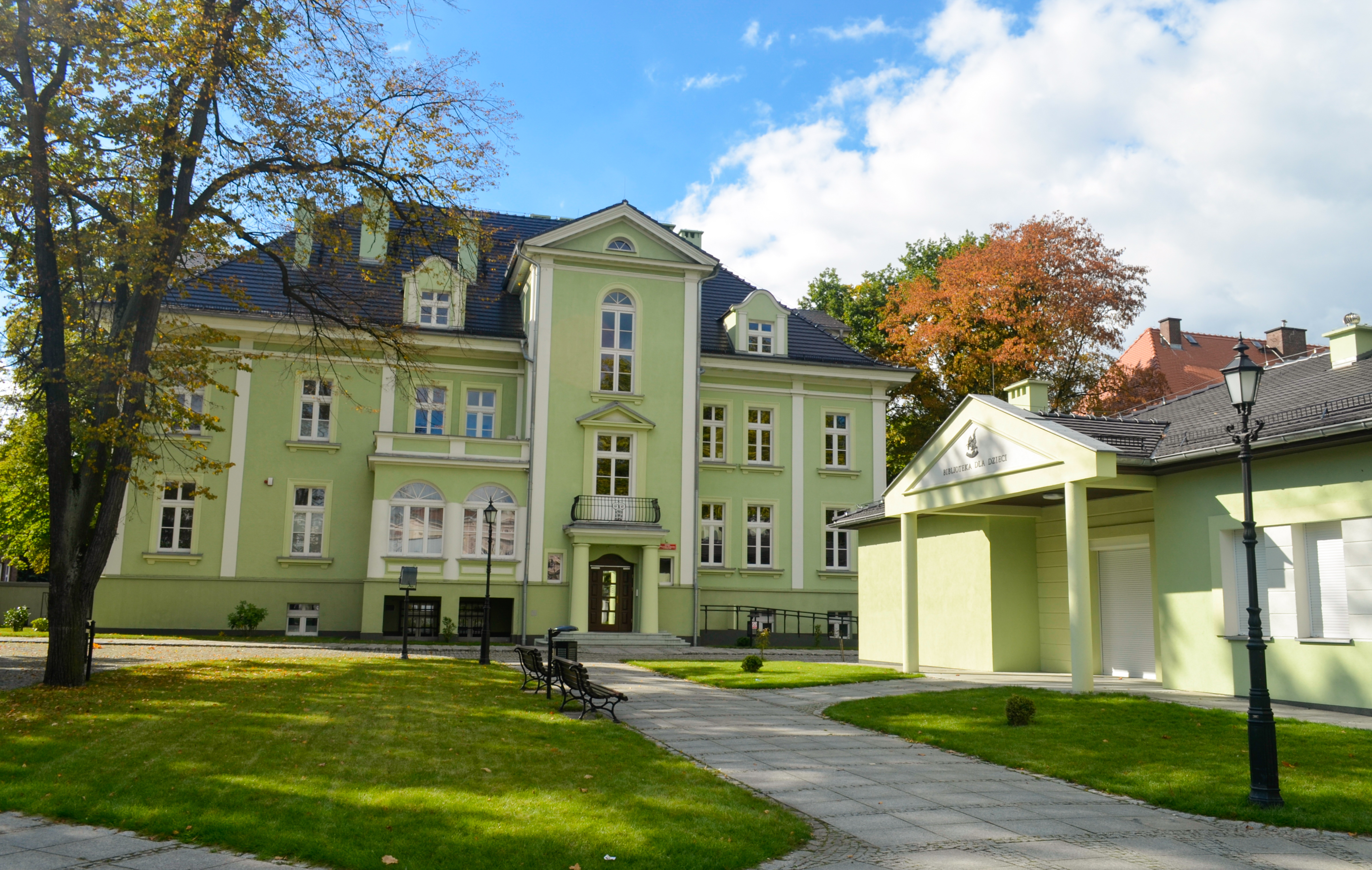
Zespół willowy Karla Jansona, generalnego dyrektora fabryki nici, obecnie Miejska Biblioteka Publiczna

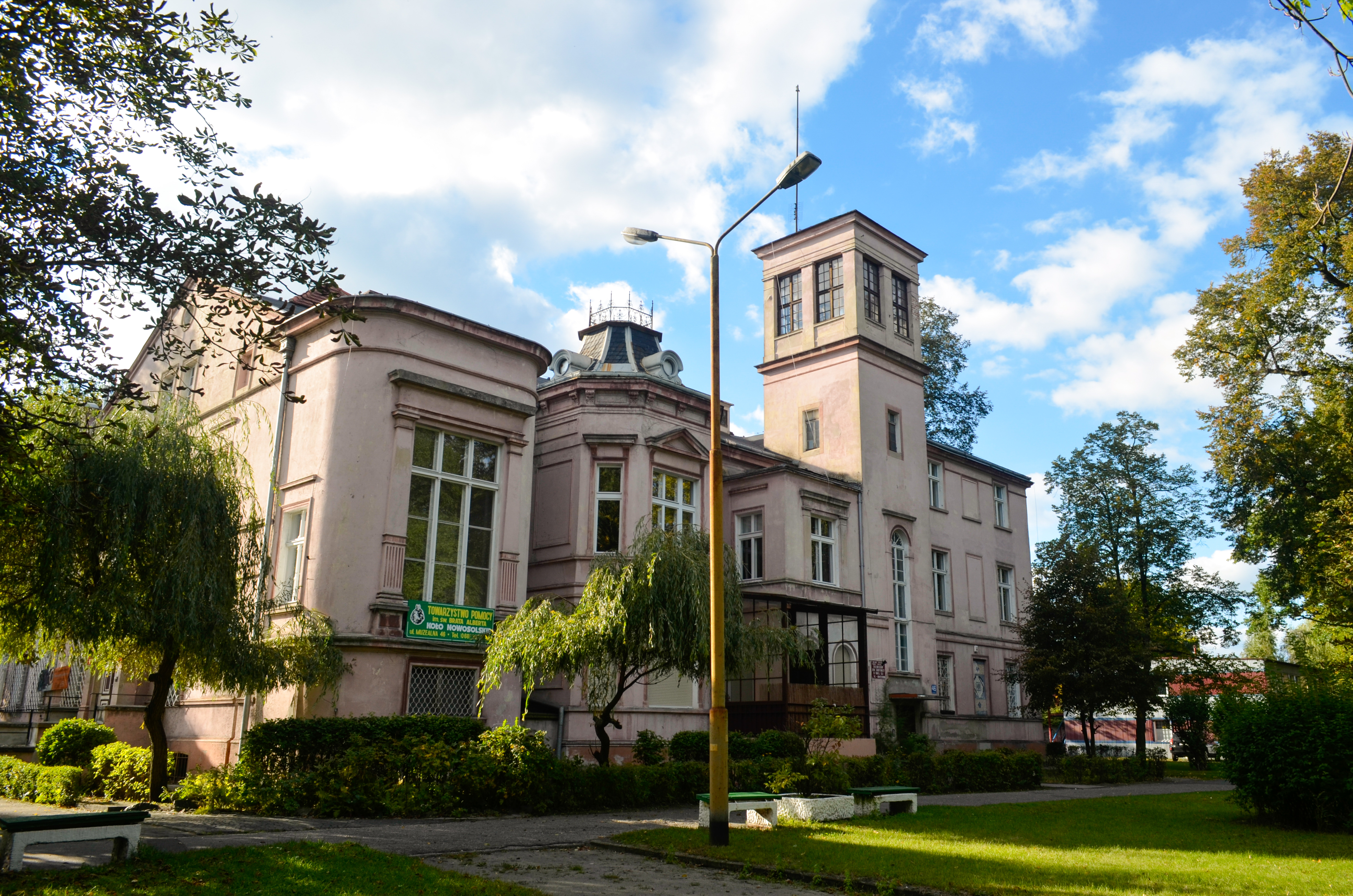
Willa Gruschwitza, dom rodzinny właściciela fabryki nici (Gruschwitz) obecnie Miejski Ośrodek Pomocy Społecznej i Towarzystwo im. Brata Alberta. Wcześniej mieścił się tu żłobek i przedszkole (zakładowe), Młodzieżowy Dom Kultury, Straż Miejska, Prywatna Szkoła Katolicka i przychodnia weterynaryjna

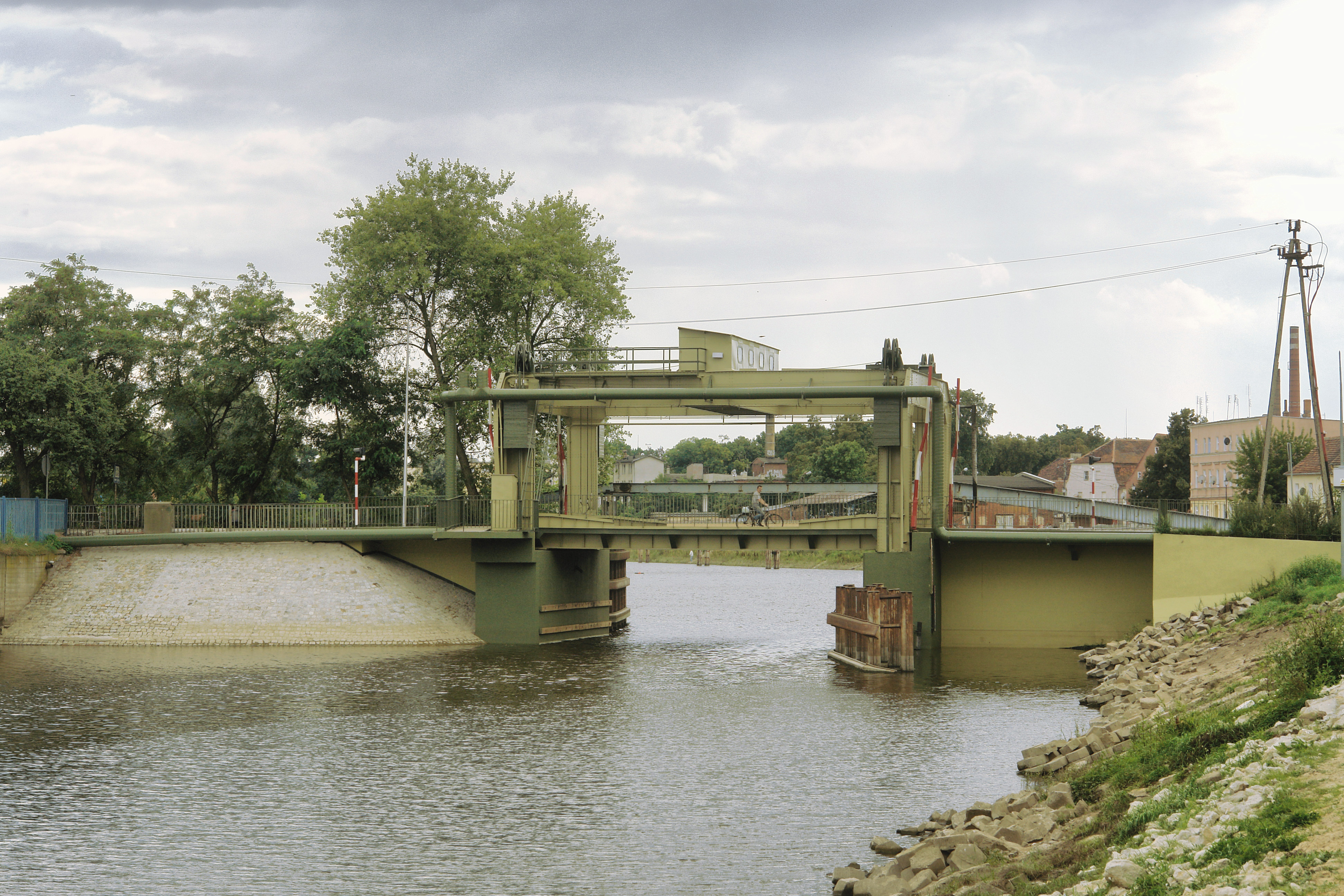
Most podnoszony

Do wojewódzkiego rejestru zabytków wpisane są:
- zespół urbanistyczno-architektoniczny z XIX wieku-XX wieku
- kościół parafialny Kościół pw św. Michała Archanioła, z 1596 roku, z XVII-XIX wieku
- kościół ewangelicki, obecnie rzymskokatolicki filialny kościół pw św. Barbary, z 1910 roku
- świątynia braci morawskich, obecnie szkoła, ul. Wróblewskiego 6, z 1747 roku
- aleja brzozowa, przy szosie Nowa Sól – Nowe Miasteczko
- dom, ul. Arciszewskiego 8, 10, 18, z XVIII wieku, z połowy XIX wieku
- domy, ul. Wrocławska (d. Armii Czerwonej) 2, 4-7, 9, 11, 18, 19 z XVIII wieku, z XIX wieku/XX wieku
- zespół willowy Karla Jansona, ul. Bankowa 3, po 1920 roku: willa, ogród, fontanna i schody, ogrodzenie
- szkoła, ul. Bohaterów Getta 7, z 1901 roku
- dom, ul. Krzywa 1, z XIX wieku/XX wieku
- dwa domy, ul. Kuśnierska 1, 2, z XIX wieku/XX wieku
- dawna łaźnia miejska, ul. 8 Maja, z XIX wieku/XX wieku
- domy, ul. Grota-Roweckiego (d. Marchlewskiego) 1-12
- dwa domy, ul. Moniuszki 6, 8, z XIX wieku/XX wieku
- willa Gruschwitza, ul. Muzealna 46, z XIX wieku/XX wieku
- domy, ul. Odrzańska 3, 11, 13, 14, 15, z XVIII wieku, XIX wieku/XX wieku
- dom, ul. Okrężna 2
- sąd, obecnie rejonowy, ul. Piłsudskiego 24, z XIX wieku/XX wieku
- sześć domów, ul. Szeroka 1, 2, 4, 7, 9, 18, z XIX wieku/XX wieku
- 16 domów, ul. Muzealna (d. Świerczewskiego) 4, 7, 9, 7, 8, 10, 12, 13, 14, 16, 20 – muzeum, 22, 24, 26, 28, 30, 32, z końca XIX wieku/XX wieku
- pięć domów, ul. Waryńskiego 1, 2, 6, 12, 14
- domy, ul. Witosa 19, 22, 23, 28, 30, 32 (d. Dzierżyńskiego), z XIX wieku/XX wieku
- 10 domów, ul. Wojska Polskiego 2,4,8,10,17,24,27,33,34,37, z XIX wieku/XX wieku
- pałac „Agora”, ul. Wrocławska 16 a, z połowy XIX wieku, oranżeria, ul. Wrocławska 42, z 1898 roku
- sześć domów, ul. Wyspiańskiego 1, 5, 7, 9, 11, 12, z połowy XIX wieku
- hotel, pl. Wyzwolenia 12, z ok. 1900 roku
- sklep mięsny (wnętrze), pl. Wyzwolenia 16
- dom, ul. Zielonogórska 6, 36
- domy, al. Zjednoczenia 1, 3-42, pałacyk, al. Zjednoczenia, z XIX wieku/XX wieku
- dom, al. Żwirki Wigury 2, z XIX wieku/XX wieku
- browar, ul. Wrocławska 21, z 1916 roku
- zespół gazowni, ul. 8 Maja 9, z połowy XIX wieku: dom dyrektora gazowni, dom głównego technologa gazowni, warsztaty, urządzenia chłodnicze i oczyszczające, kotłownia (warsztat), łaźnia, maszynownia, kotłownia c.o.
- zespół fabryczny „Stara Huta”, obecnie Zakłady Metalurgiczne „Dozamet”, ul. Piłsudskiego 40: prototypownia i wydział elektryczny, z 1897 roku, z początku XX wieku, laboratorium, z początku XX wieku, trafostacja, z początku XX wieku, wieża ciśnień, z początku XX wieku, stacja prób, z początku XX wieku, mała odlewnia, z 1897 roku, narzędziownia (budynek zaopatrzenia), z początku XX wieku, budynek administracji, z 1897 roku, portiernia, z 1897 roku, willa właściciela, od 1853 roku sąd i prokuratura, ogród willowy z fontanną i murem, z połowy XIX wieku
- magazyn solny, pl. Solny 1, z XVIII wieku/XIX wieku
- most podnoszony nad kanałem portowym, czynny, al. Wolności, z 1927 roku. Unikatowy w skali Europy, jedyny na obszarze Polski

Inne obiekty:
- ratusz
- cmentarz żydowski
- kościół pw. św. Antoniego
- zabudowa przemysłowa z przełomu XIX i XX w., m.in. Nadodrzańskie Zakłady Przemysłu Lniarskiego „Odra”
- Muzeum Miejskie

## Demografia
Według danych z 9 października 2024 liczyło 36 040 mieszkańców.
Dane z 9 października 2024:
| Opis                          | Ogółem | Ogółem | Kobiety | Kobiety | Mężczyźni | Mężczyźni |
| ----------------------------- | ------ | ------ | ------- | ------- | --------- | --------- |
| Jednostka                     | osób   | %      | osób    | %       | osób      | %         |
| Populacja                     | 36 040 | 100    | 18 990  | 52,7    | 17 050    | 47,3      |
| Gęstość zaludnienia [os./km²] | 1653,2 | 1653,2 | 871,2   | 871,2   | 782,0     | 782,0     |

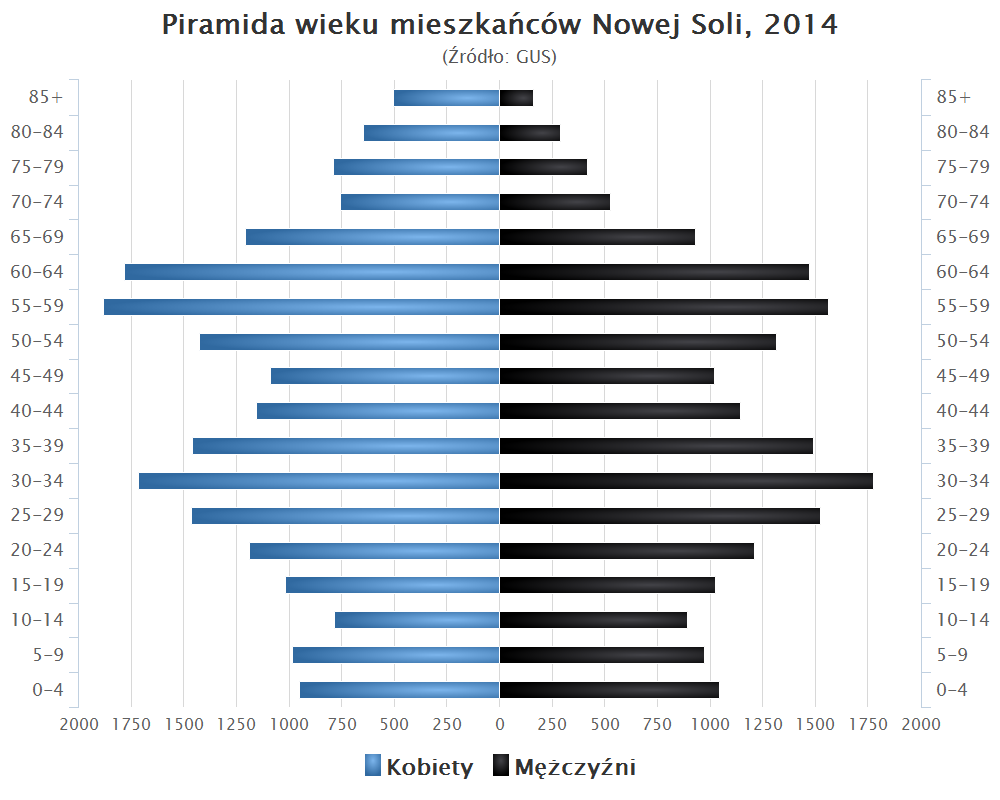
Piramida wieku mieszkańców Nowej Soli w 2014 roku

Według danych z 1 stycznia 2018 Nowa Sól liczyła 39 098 mieszkańców. Jest trzecim pod tym względem miastem w woj. lubuskim – większymi ośrodkami są Gorzów Wielkopolski i Zielona Góra.

## Dzielnice i osiedla Nowej Soli
- Stare Żabno
- Koserz
- Centrum:
  - Osiedle Mikołaja Kopernika
- Zatorze:
  - Osiedle Armii Krajowej
  - Osiedle Konstytucji 3 Maja
  - Osiedle Aleksandra Fredry

## Gospodarka

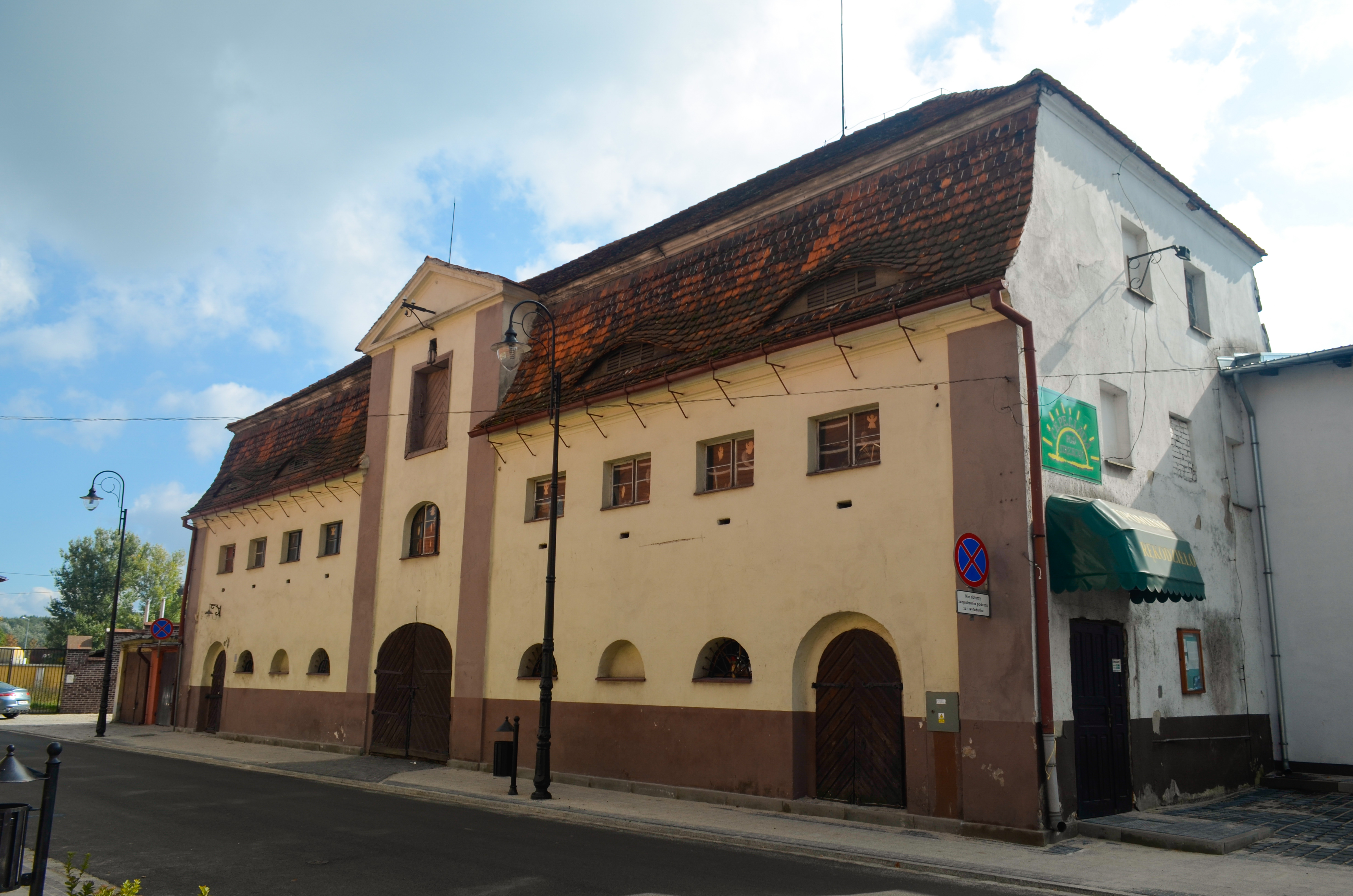
Magazyn solny z XVIII w.

Obecnie Nowa Sól jest jednym z większych ośrodków przemysłowych na zachodzie Polski. Istnieje tutaj wiele przedsiębiorstw, które działają w branży budowlanej, metalowej, maszynowej, elektrotechnicznej, spożywczej, motoryzacyjnej, elektronicznej.
Stopa bezrobocia w Nowej Soli spadła w ciągu 4 lat z 46% do 9,3% (wrzesień 2008).
W Nowej Soli działa Kostrzyńsko-Słubicka Specjalna Strefa Ekonomiczna, w której powstały fabryki, w tym Gedia Poland produkująca części samochodowe i zatrudniająca prawie 1200 osób.
W mieście rozwija się handel, usługi, powstają nowe składy, hurtownie, sklepy, stacje benzynowe. Rozwija się sektor małych i średnich firm. Rozbudowywane są stacje obsługi pojazdów i serwisy. W mieście dominują średnie i małe przedsiębiorstwa budowlane, metalurgiczne i handlowe. Dynamicznie rozwinęła się produkcja figur ogrodowych, którymi zainteresowani są zwłaszcza nabywcy z Niemiec – w mieście i okolicy funkcjonowało nawet ok. 400 takich wytwórni.

## Transport

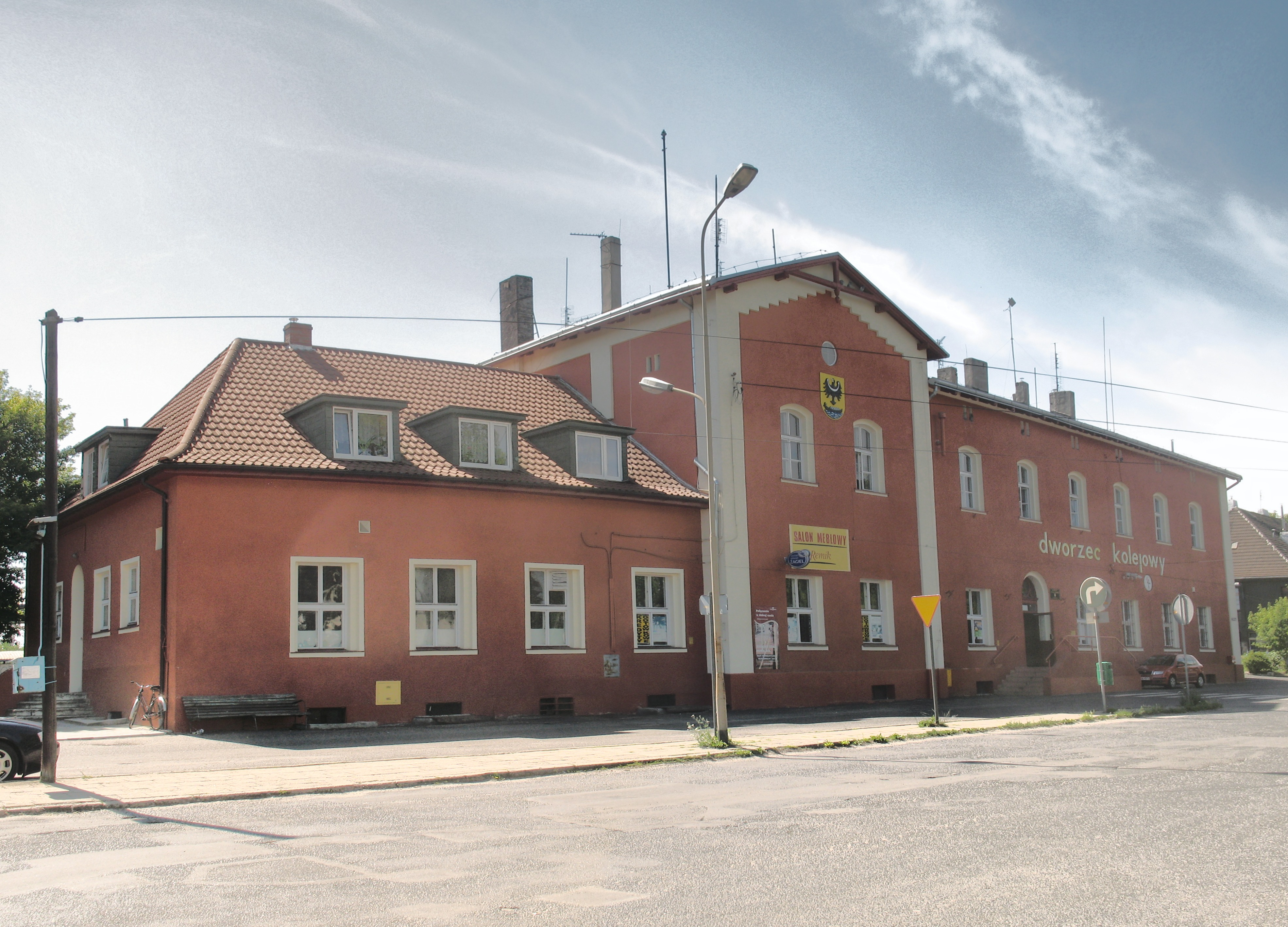
Stacja kolejowa Nowa Sól

Nowa Sól jest węzłem komunikacji drogowej. W mieście krzyżują się szlaki DW315 z DW297 i S3 (E65) oraz z DW292, istnieje dworzec kolejowy, a rzeka Odra to śródlądowa droga wodna.

### Transport autobusowy
Do 2017 roku w mieście miało siedzibę przedsiębiorstwo PKS Nowa Sól, które do 2013 r. realizowało również komunikację miejską. W latach 2013–2014 przewozy w ramach komunikacji miejskiej realizowało przedsiębiorstwo MZK Żagań, a w latach 2015–2018 spółka Warbus.
Od 1 lipca 2018 roku w mieście i okolicznych gminach (Nowa Sól, Kożuchów, Otyń, Kolsko, Siedlisko) działa komunikacja miejska obsługiwana przez Międzygminne Przedsiębiorstwo Komunikacyjne SubBus w Nowej Soli. Autobusy posiadają jednolitą karminową kolorystykę.
W 2023 roku MPK SubBus posiadał następujące autobusy:
| Model autobusu        | Liczba | Rok produkcji | Uwagi                              |
| --------------------- | ------ | ------------- | ---------------------------------- |
| Solaris Urbino 8,9 LE | 22     | 2018          |                                    |
| Autosan Sancity 12LF  | 4      | 2018          |                                    |
| Solaris Urbino 8,9 LE | 5      | 2016          | zakupione jako używane w 2022 roku |
| Ogółem                | 31     |               |                                    |

Komunikację regionalną realizują przedsiębiorstwa:
- PKS Gorzów Wielkopolski (Nowa Sól – Zielona Góra)[42],
- PKS Zielona Góra (Nowa Sól – Zielona Góra)[43],
- Leonidas (Nowa Sól – Sława)[44],
- MZK Żagań (Nowa Sól – Szprotawa)[45].

### Transport drogowy
W Nowej Soli krzyżują się szlaki z południa na północ, ze wschodu na zachód. Obwodnica miejska prowadzi ruch kołowy obrzeżami miasta pozwalając na uniknięcie tranzytu w ścisłym centrum miasta. Na wysokości miejscowości Lubieszów znajduje się węzeł drogi ekspresowej S3.

### Transport kolejowy
Przez Nową Sól przebiegają dwie linie kolejowe: nr 273 Wrocław Główny – Szczecin (tzw. Nadodrzanka) oraz linia nr 371 Wolsztyn – Żagań (linia zlikwidowana). Po linii 371 został tylko semafor wjazdowy P1/2 od strony Wolsztyna, usytuowany przy budce dróżnika.
Na stacji w Nowej Soli zatrzymują się pociągi kategorii:
- osobowe i osobowe pośpieszne - Koleje Dolnośląskie
- regio - Polregio
- IC oraz TLK - PKP Intercity

Miasto posiada bezpośrednie połączenia kolejowe m.in. z Głogowem, Zieloną Górą, Wrocławiem, Szczecinem, Kołobrzegiem (tylko w wakacje), Gliwicami, Katowicami, Krakowem, Przemyślem i Poznaniem

### Transport lotniczy
W 2013 przy ul. Chałubińskiego oddano do użytku sanitarne lądowisko Nowa Sól-Szpital.

### Transport wodny
Przez Nową Sól przebiega międzynarodowa droga wodna E30.

## Szkolnictwo

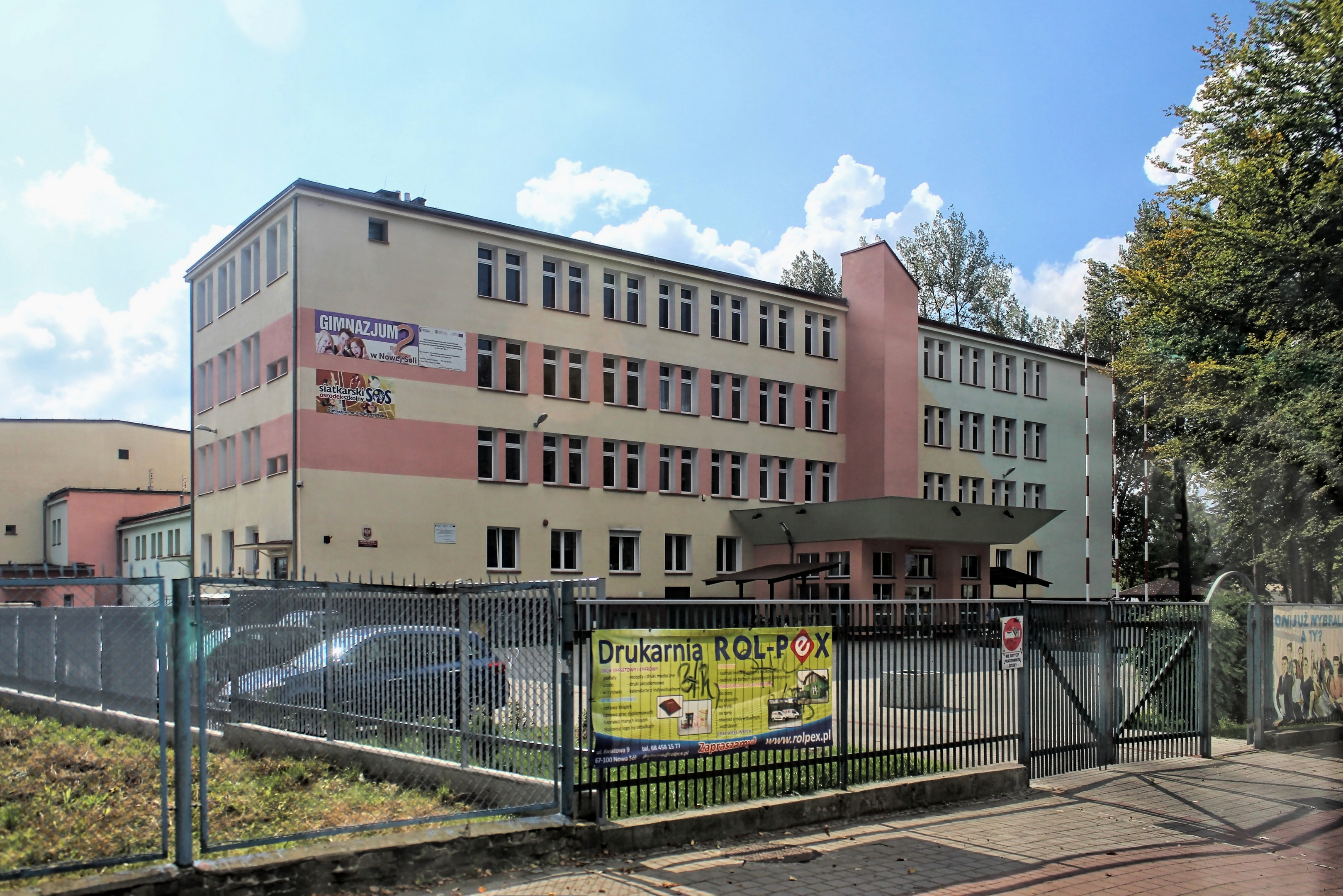
Szkoła Podstawowa nr 2 im. Marii Konopnickiej

W Nowej Soli działa 7 szkół podstawowych (w tym jedna integracyjna) oraz 4 szkoły średnie, założone w 1946 Liceum Ogólnokształcące im. Krzysztofa Kamila Baczyńskiego, Centrum Kształcenia Zawodowego i Ustawicznego „Elektryk” w którego skład wchodzi: Liceum Ogólnokształcące Mundurowe, szkoła branżowa I stopnia oraz technikum, Zespół Szkół Ponadgimnazjalnych Nr. 2 "Nitki" w Nowej Soli, Zespół Szkół Ponadgimnazjalnych Nr. 4 im. Jana Pawła II "Spożywczak" w Nowej Soli.

## Sport
Od 1946 roku w Nowej Soli funkcjonuje piłkarski Klub Sportowy „Dozamet” Nowa Sól, który gra w IV lidze lubuskiej. Zespół domowe mecze rozgrywa na Miejskim Stadionie Sportowym w Nowej Soli. W 2014 roku do użytku został oddany tor do dyscypliny olimpijskiej BMX Racing. W 2014 i 2015 rozgrywano na nim Mistrzostwa Polski oraz kilka edycji Pucharu Polski. Przy torze znajduje się także mniejszy tor rowerowy – pumptrack. Na obiekcie odbywają się treningi Klubu Sportowego „Spark”. W Nowej Soli znajduje się też klub siatkarski MKST Astra Nowa Sól, który obecnie gra w Tauron 1 liga.
Od 2016 roku na stadionie Liceum Ogólnokształcącego odbywa się Memoriał Tadeusza Cyplika. W czasie trwania memoriału lokalna młodzież konkuruje ze sobą w zawodach sportowych.

## Wspólnoty wyznaniowe
- Kościół rzymskokatolicki:

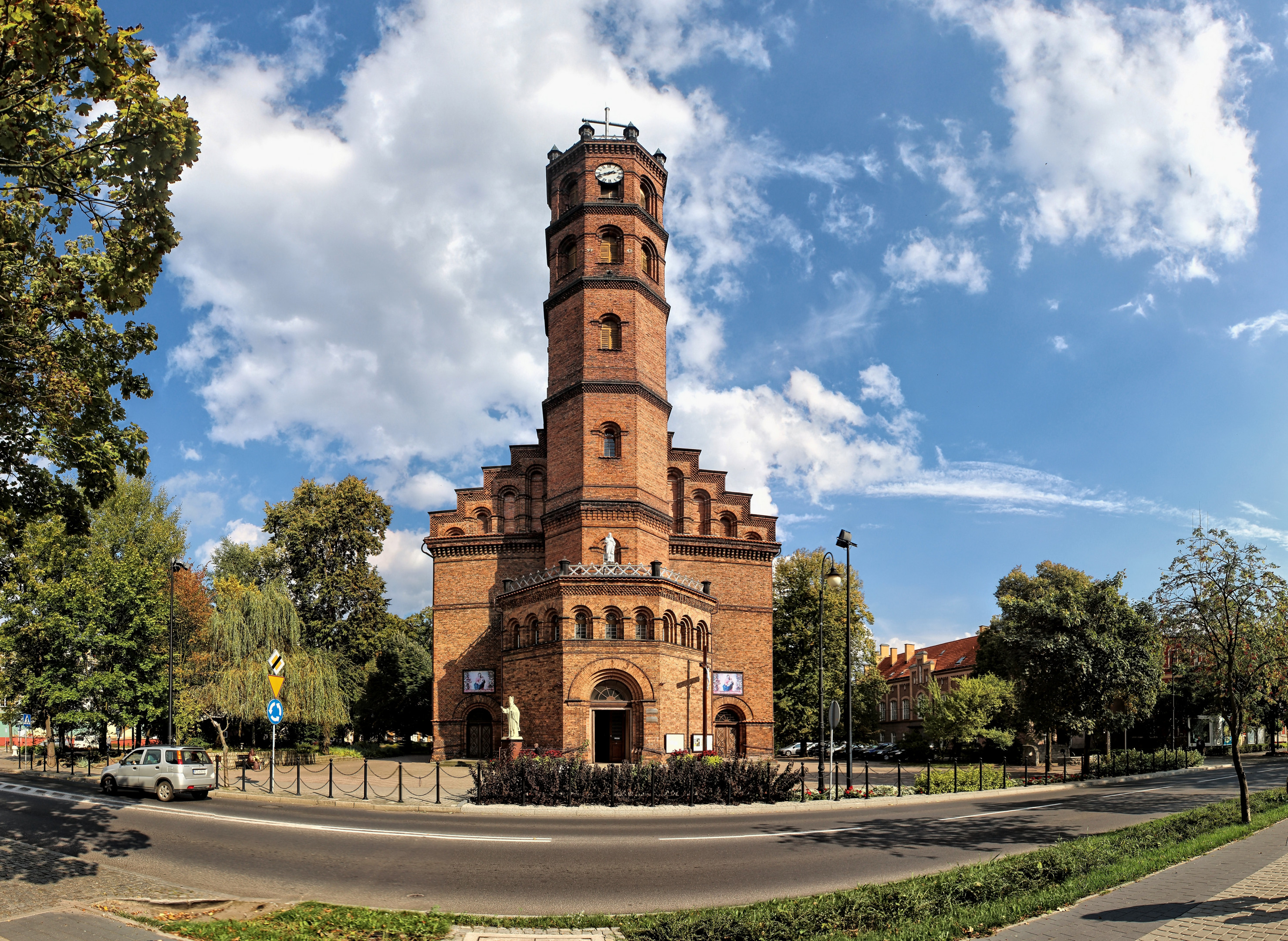
Kościół pw. św. Antoniego (dawny ewangelicki)

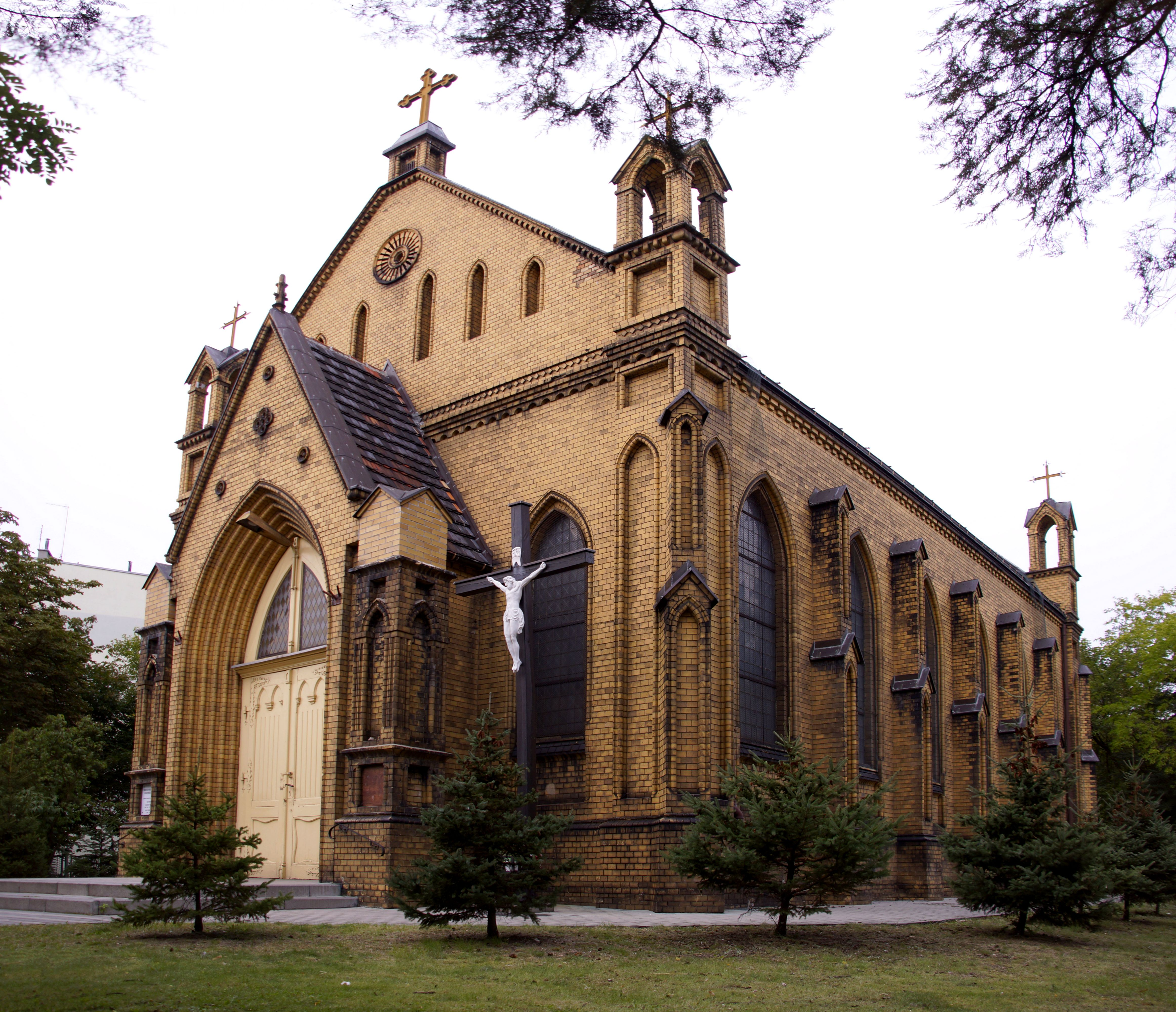
Kościół św. Barbary przy parafii św. Antoniego

  - parafia pw. Świętego Józefa Rzemieślnika[50]
  - parafia pw. Wniebowzięcia NMP[50]
  - parafia pw. św. Antoniego[50]
  - parafia pw. św. Michała Archanioła[50]
- Kościół Ewangelicko-Augsburski w RP:
  - filiał Nowa Sól należący do Parafii Ewangelicko-Augsburskiej w Zielonej Górze[51]
    - Kaplica ewangelicko-augsburska przy ul. Wrocławskiej 16[51][52]
    - Kaplica ewangelicko-augsburska na Cmentarzu Komunalnym[52][53]
- Kościół Zielonoświątkowy w RP:
  - Zbór w Nowej Soli[54]
  - Zbór „Nowe Życie”[54]
- Kościół Boży w Chrystusie:
  - Zbór „Nowe Pokolenie”[55]
- Świadkowie Jehowy:
  - zbór Nowa Sól-Odra[56]
  - zbór Nowa Sól-Północ[56]
  - zbór Nowa Sól-Zatorze (Sala Królestwa ul. Korzeniowskiego 1B)[56]

## Miasta partnerskie
Lista miast partnerskich Nowej Soli:
- Senftenberg
- Püttlingen
- Fresagrandinaria
- Veszprém
- Žamberk
- Saint-Michel-sur-Orge